# Brama Kamienna w Gryficach
Brama Kamienna w Gryficach (niem. Steintor) – jeden z najstarszych elementów fortyfikacji miasta, zbudowany w XIV w.

## Położenie budowli
Brama jest położona w północnej części Starego Miasta, kalenicą zwrócona do ul. Górskiej i szczytem do ulicy Leśnej. Pod przelotem obiektu przebiega droga wojewódzka nr 109 (część ulic: Wojska Polskiego i Kamienna Brama). Prócz funkcji obronnych spełniała również rolę punktu poboru podatku (myta). Obok bramy Wysokiej i nieistniejącej Reskiej była ważnym elementem w kompleksie fortyfikacji miejskich. 
Nazwę swą wzięła od kamiennego młyna, znajdującego się niegdyś w pobliżu. W przeszłości była również nazywana Młyńską od wspomnianego młyna bądź Trzebiatowską od szlaku handlowego, który wiódł z Wielkopolski do Kamienia, z rozwidleniem na Kołobrzeg.

## Wygląd zabytku

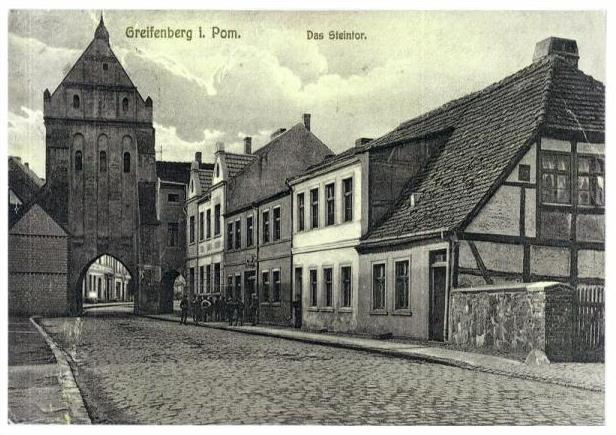
Północna ściana bramy Kamiennej na karcie pocztowej z 1910 r.

Brama została zbudowana w swej zasadniczej części w XIV w., w stylu gotyckim. Pierwsza źródłowa wzmianka o fortyfikacji pochodzi z 1333 r. Posiada 98 m² powierzchni i 1078 m³ kubatury. Zasadniczym materiałem budulcowym jest cegła w charakterystycznym układzie gotyckim, powleczona nawierzchniowym tynkiem.
Usytuowana na planie prostokąta, w 3/5 części wysunięta poza linię dawnego muru, na którego miejscu znalazły się XVIII i XIX-wieczne domy, które zostały przyparte z obu stron do bramy, z przejściem dla pieszych. Obiekt został przebudowany w XV w., na skutek pożaru, który strawił wyższe kondygnacje budowli. W późniejszym czasie dodano elementy renesansowe, tj. gzymsy, szczyty i pilastry. Fortyfikacja przyjęła mieszany styl gotycko-renesansowy. Brama zbudowana została w układzie trzykondygnacyjnym, z przelotem pod dwoma ostrołukowymi arkadami, między którymi rozpięte jest poprzeczne sklepienie kolebkowe z lunetami na osi przelotu. Podwójne szwy lunet tworzą formę czteroramiennej gwiazdy. W elewacji południowej okna na piętrze ujęte są rustyką i zwieńczone tympanonem. Od strony północnej usytuowane zostały dwie dwustopniowe skarpy. Między nimi ujęto trzy wysokie blendy, które zostały zamknięte półkoliście, z małymi oknami górnej kondygnacji. Obie elewacje wieńczą szczyty rozczłonkowane pilastrami, w dwu strefach rozdzielonych gierowanym gzymsem. W szczycie południowym środkowy pilaster zwieńczony został głową świni. W jednym ze środkowych pól północnego szczytu, w płaskim tynku widoczna jest postać rycerza. Między szczytami położony został dwuspadowy dach, a na kalenicy – wieżyczka z prześwitem. Z boku, po stronie zachodniej znajduje się niższa przybudówka z wejściem do górnych pomieszczeń, nakryta dachem pulpitowym. Budowla jest wpisana do rejestru zabytków dziedzictwa narodowego (nr rej. 52 z 30 lipca 1955 r.)

## Współczesne przeznaczenie obiektu
Obiekt po okresie wojen napoleońskich (XIX w.) przestał pełnić rolę obronną miasta. Do 1945 r. obiekt spełniał wielorakie funkcje. Część budowli była przeznaczona na zajazd (niem. Gasthaus) i kręgielnię (niem. Kegelbahn) Kurta Brauna, natomiast jedno z jej pięter zaadaptowano pod Ludową Bibliotekę w Greifenbergu (dziś Gryfice) (niem. Volks Bücherei in Greifenberg/Pommern). Przez wiele lat, po II wojnie światowej obiekt nie był wykorzystywany mimo licznych walorów użytkowych. Luźne koncepcje w kwestii zagospodarowania budowli rozbijały się o nakłady finansowe. W początkach lat 90. XX w. przeznaczono go na część kawiarnianą i rozrywkową, dalej na działalność sportową i rehabilitacyjną.
Obecnie, obiekt po II etapie rewitalizacji zabytków dziedzictwa kulturowego w 2007 r. jest przeznaczony do celów hotelarskich, gdzie znajduje się 16 miejsc noclegowych. Działa tam również Dom Pracy Twórczej. Od strony południowej miasta odnowiono zabytkowy zegar, przy którym trzy razy w ciągu dnia jest odtwarzany (elektronicznie) hejnał miasta, mimo że został odrzucony przez MSWiA.

### Źródła
- Uchwała nr XVIII/198/2000, z dn. 11 lipca 2000 r.
- Uchwała nr XXII/180/2004, z dn. 7 grudnia 2004 r., w sprawie ustanowienia herbu i flagi gminy Gryfice.

### Źródła online
- Rejestr zabytków nieruchomych – województwo zachodniopomorskie [online], Narodowy Instytut Dziedzictwa, 31 stycznia 2025.

### Opracowania
- Rzeszowski S., Z dziejów Gryfic [w]: Białecki T. (pod red.), Ziemia Gryficka 1969, Gryfickie Towarzystwo Kultury w Gryficach, Szczecin 1971.
- Szczygieł K., Raport o stanie zabytków w Gryficach [w]: Kozłowski K. (pod red.), Ziemia Gryficka 1945-1985, Gryfickie Towarzystwo Kultury w Gryficach, Gryfice 1987.

### Opracowania online
- Urząd Miejski w Gryficach, Zabytki (pol.), [w]: Oficjalny serwis miasta, [dostęp 2011-07-31].

### Opracowania prasowe
- Jarząb W.,  Dom wschodzącego słońca, "Gryfickie Echa", z dn. 18 września 2008 r., Gryfice 2008.